# TuS Nettelstedt-Lübbecke
Maillots
Dernière mise à jour : 30 janvier 2025.
Le  Turn- und Sportverein Nettelstedt-Lübbecke e. V.  (aussi appelé   TuS Nettelstedt-Lübbecke  ou TuS N-Lübbecke) est un club de handball allemand, basé à Nettelstedt, quartier de la ville de Lübbecke en Rhénanie-du-Nord-Westphalie. Il évolue en 2.Bundesliga pour la saison 2024/2025.

## Histoire
Le TuS Nettelstedt fut fondé en 1949, il monte pour la première fois en Bundesliga en 1976, réalisant des résultats assez prometteurs pour la suite avec deux quatrième place lors des saisons 1976/1977 et 19977/1978.
Et cela se concrétisa par la suite puisque le TuS Nettelstedt remporta son premier titre nationale, la Coupe d'Allemagne en 1981, cette même saison où le club remporta la Coupe des coupes en battant le SC Empor Rostock sur un score de 33-32.
Malgré ces résultats satisfaisants en Coupe et en Europe, le TuS Nettelstedt régresse en championnat jusqu'à ce que le club finit par être relégué durant la saison 1982/1983 avec un décevante douzième place. 
Le club restera onze dans l'anti chambre de la Bundesliga avant de remonter, avec un certain succès puisque le club finit quatrième du championnat lors de la saison 1995/1996 et sixième en 1997, remportant également Coupe des Villes en 1997 et 1998. 
Le club change de nom en 2001, devenant le TuS Nettelstedt-Lübbecke, ce qui ne l’empêche pas de faire l’ascenseur entre la première et la deuxième divisions lors des saisons 2001/2002, 2003/2004 et 2007/2008.
Depuis cette dernière montée, les résultats du club sont désormais stables terminant depuis dans la deuxième partie de classement.

### Parcours
| Saison    | Division          | Place |
| --------- | ----------------- | ----- |
| 1976-1977 | 1.Bundesliga Nord | 4e    |
| 1977-1978 | 1.Bundesliga Nord | 4e    |
| 1978-1979 | 1.Bundesliga      | 7e    |
| 1979-1980 | 1.Bundesliga      | 5e    |
| 1980-1981 | 1.Bundesliga      | 8e    |
| 1981-1982 | 1.Bundesliga      | 5e    |
| 1982-1983 | 1.Bundesliga      | 12e   |
| 1983-1984 | 2.Bundesliga Nord | 6e    |
| 1984-1985 | 2.Bundesliga Nord | 4e    |
| 1985-1986 | 2.Bundesliga Nord | 5e    |
| 1986-1987 | 2.Bundesliga Nord | 7e    |
| 1987-1988 | 2.Bundesliga Nord | 10e   |
| 1988-1989 | 2.Bundesliga Nord | 6e    |
| 1989-1990 | 2.Bundesliga Nord | 11e   |
| 1990-1991 | 2.Bundesliga Nord | 10e   |
| 1991-1992 | 2.Bundesliga Nord | 2e    |

| Saison    | Division          | Place |
| --------- | ----------------- | ----- |
| 1992-1993 | 2.Bundesliga Nord | 8e    |
| 1993-1994 | 2.Bundesliga Nord | 1er   |
| 1994-1995 | 1.Bundesliga      | 14e   |
| 1995-1996 | 1.Bundesliga      | 4e    |
| 1996-1997 | 1.Bundesliga      | 6e    |
| 1997-1998 | 1.Bundesliga      | 7e    |
| 1998-1999 | 1.Bundesliga      | 11e   |
| 1999-2000 | 1.Bundesliga      | 14e   |
| 2000-2001 | 1.Bundesliga      | 18e   |
| 2001-2002 | 2.Bundesliga Nord | 1er   |
| 2002-2003 | 1.Bundesliga      | 17    |
| 2003-2004 | 2.Bundesliga Nord | 1er   |
| 2004-2005 | 1.Bundesliga      | 11e   |
| 2005-2006 | 1.Bundesliga      | 11e   |
| 2006-2007 | 1.Bundesliga      | 16e   |
| 2007-2008 | 1.Bundesliga      | 17e   |

| Saison    | Division     | Place |
| --------- | ------------ | ----- |
| 2008-2009 | 2.Bundesliga | 1er   |
| 2009-2010 | 1.Bundesliga | 10e   |
| 2010-2011 | 1.Bundesliga | 12e   |
| 2011-2012 | 1.Bundesliga | 9e    |
| 2012-2013 | 1.Bundesliga | 12e   |
| 2013-2014 | 1.Bundesliga | 10e   |
| 2014-2015 | 1.Bundesliga | 12e   |
| 2015-2016 | 1.Bundesliga | 17e   |
| 2016-2017 | 2.Bundesliga | 1er   |
| 2017-2018 | 1.Bundesliga | 17e   |
| 2018-2019 | 2.Bundesliga | 7e    |
| 2019-2020 | 2.Bundesliga | ?     |
| 2020-2021 | 2.Bundesliga | 2e    |
| 2021-2022 | 1.Bundesliga | 18e   |
| 2022-2023 | 2.Bundesliga | ?     |
| 2023-2024 | 2.Bundesliga | 5e    |

## Palmarès
| Compétitions internationales                                                                                     | Compétitions nationales |
| - Coupe des vainqueurs de coupe (C2) - Vainqueur (1) : 1981 - Coupe des Villes (C4) - Vainqueur (2) : 1997, 1998 | - Coupe d’Allemagne - Vainqueur (1) : 1981 - Finaliste en 1980 - Championnat d’Allemagne en plein air - Finaliste en 1975 - Championnat d'Allemagne de D2 - Vainqueur (5) : 1994, 2002, 2004, 2009, 2017 |

## Anciens joueurs célèbres
Parmi les joueurs ayant évolué au club, on trouve :
- Abas Arslanagić : de 1976 à 1977
- Guennadi Chalepo (de) : de 1993 à 1998
- Christian Dissinger : d'avril 2014 à 2015
- Talant Dujshebaev : de 1997 à 1998
- / Julián Duranona : de 2000 à 2002 et de 2003 à 2004
- Slavko Goluža : de 1998 à 1999
- Diethard Huygen : de 1998 à 2003
- Sandu Iacob  : de 2006 à 2007
- Michał Jurecki : de 2008 à 2010
- Andreï Lavrov : de 2001 à 2003
- Frank Løke : de février 2010 à 2015
- Dejan Lukić : de 2000 à 2001
- Zoran Mikulić : de 1996 à 2001
- Aleš Pajovič : de février 2013 à 2015
- Sławomir Szmal : de 2003 à 2005
- Bogdan Wenta : de 1995 à 1998

## Équipementiers
| Période                         | Équipementier               | Réf.  |
| ------------------------------- | --------------------------- | ----- |
| 1997 – 2008                     | Adidas (chaussures)         | [ 2 ] |
| 2008 – 2010                     | Adidas (maillots)           | [ 2 ] |
| 2010 – saison 2022/23           | Adidas (maillots + ballons) | [ 2 ] |
| saison 2022/23 – saison 2023/24 | fast52                      | [ 3 ] |